# Orthodera
Orthodera – rodzaj modliszek z rodziny modliszkowatych (Mantidae). Obejmuje gatunki występujące w Australii oraz południowo-wschodniej Azji, jeden z gatunków (Orthodera novaezealandiae) jest endemitem Nowej Zelandii.

## Podział systematyczny
W rodzaju sklasyfikowanych jest obecnie 9 gatunków:
- Orthodera australiana Giglio-Tos, 1917
- Orthodera burmeisteri Wood-Mason, 1889
- Orthodera gracilis Giglio-Tos, 1917
- Orthodera gunnii Le Guillou, 1841
- Orthodera insularis Beier, 1952
- Orthodera ministralis Fabricius, 1775
- Orthodera novaezealandiae Colenso, 1882
- Orthodera rubrocoxata Serville, 1839
- Orthodera timorensis Werner, 1933